# Beierse warmbloed

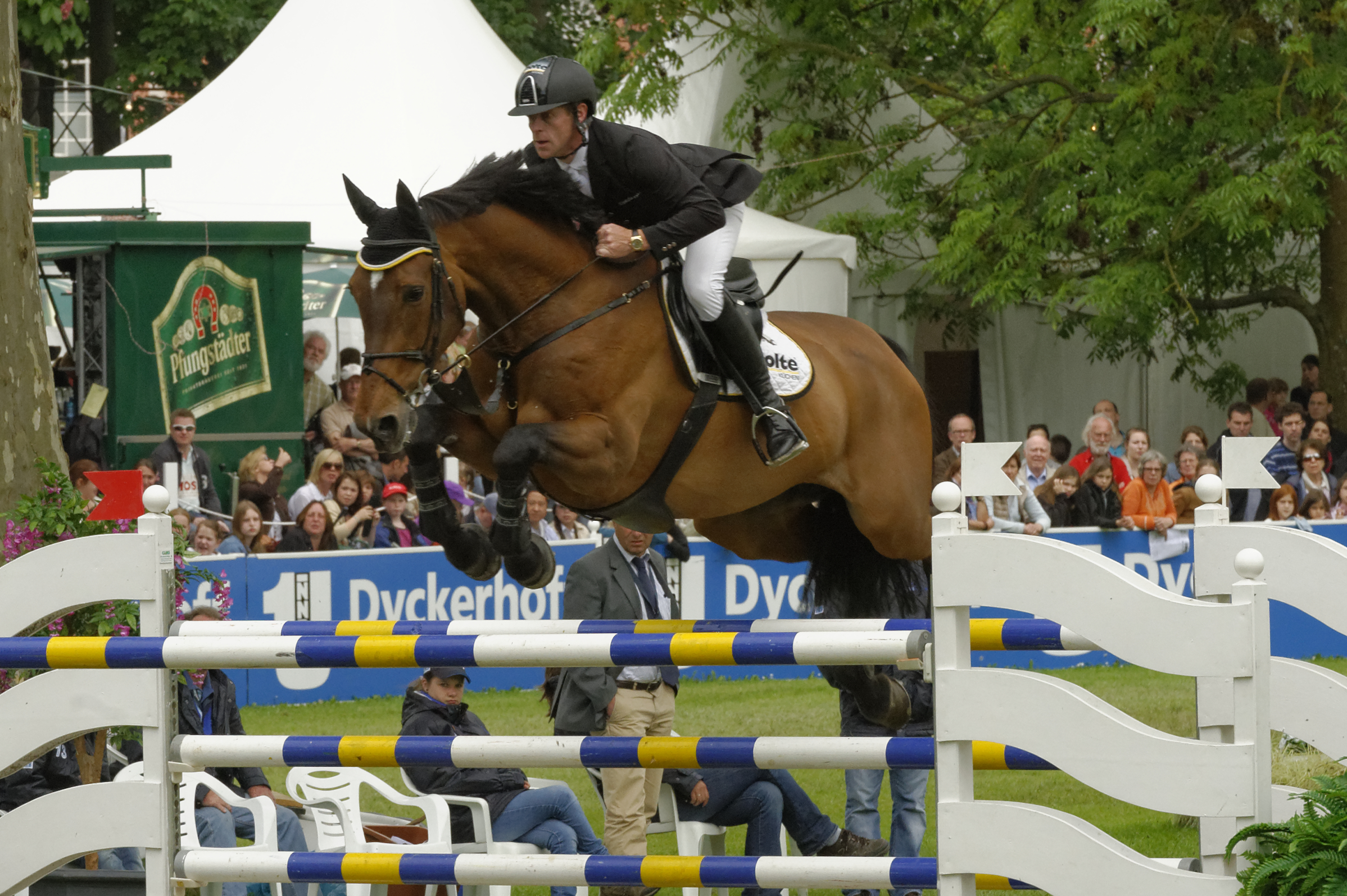
De Hessische minister-president Marcus Ehning met het paard Noltes Küchengirl op een springconcours, Wiesbaden 2013

De Beierse warmbloed is een paardenras uit Beieren, Zuid-Duitsland. Hij is ontstaan uit een ouder type Beierse warmbloed genaamd de rottaler.

## Raskenmerken
De Beierse warmbloed kan het makkelijkst worden herkend aan het brandmerk op de linkerdij: een gekroond schild met daarin de letter B. Alle kleuren zijn toegestaan, maar donkere, egale kleuren zijn het meest gewild. De Beierse warmbloed is vergelijkbaar met andere Duitse warmbloeden qua bouw, gang, springvaardigheid en exterieur. Dekhengsten en fokmerries worden streng geselecteerd.

## Bloedlijnen
Ongeveer 45 procent van de dekhengsten is een Beierse warmbloed en ongeveer hetzelfde percentage een holsteiner. De overige groep dekhengsten bestaat uit hanoveranen, oldenburgers, westfalers en andere Duitse warmbloedpaarden zoals württembergers, rijnlanders en thüringers. Er zijn ook enkele Nederlandse warmbloed-, trakehner- en Engelse volbloedhengsten en er zijn zelfs een Russische warmbloed- en twee boedjonnyhengsten. Van de Beierse warmbloedhengsten zijn er een paar die ook een Beierse warmbloed als vader hadden, maar de meeste vaders zijn hanoveraan, westfaler, oldenburger of holsteiner.

## Geschiedenis
De voorouder van de Beierse warmbloed is de rottaler, een paard dat voor verschillende doeleinden gebruikt werd en vergelijkbaar is met andere zware warmbloeden. De beste rottalers waren kalme, sterke paarden die geschikt waren als ploegpaard, als koetspaard en voor recreatief rijden. Vanaf 1907 werden rottalers geregistreerd. In 1963 werd de rottaler omgedoopt tot Beierse warmbloed. Hengsten van het oudere type werden ingeruild voor hanoveranen, westfalers, holsteiners, trakehners en Engelse volbloeden. Het rottalerbloed raakte zo snel verdund en komt vandaag de dag alleen maar voor in de moederlijn van sommige goedgekeurde dekhengsten. Om het oude type voor uitsterven te behoeden, werd in 1994 een speciale vereniging opgericht. Tegenwoordig bestaan de bloedlijnen uit vele rassen, waaronder de eerder genoemde trakehner, Nederlandse warmbloed, holsteiner en westfaler. Bij de Duitse fokorganisaties staan ongeveer 150 Beierse warmbloedhengsten en 4000 merries geregistreerd.

## Gebruik
De Beierse warmbloed doet regelmatig mee aan internationale sportwedstrijden in de disciplines eventing, springen en dressuur.

## Medisch
Doordat dekhengsten een strenge gezondheidskeuring ondergaan, hebben de nakomelingen nauwelijks aangeboren afwijkingen. De meest voorkomende ziekte bij dit ras is osteochondrose.